# Conrad Rafart i Arza
Conrad Rafart i Arza   (Solsona, 8 de maig de 1979) és un intèrpret de tenora, flauta travessera i saxo baríton a la Cobla-Orquestra Montgrins, professor de música i compositor de sardanes.

## Trajectòria
Inicia els seus estudis a l'Escola Municipal de Música de Solsona, és escolà de l'escolania del Claustre de Solsona, forma part com a cantaire de l'Orfeó Nova Solsona, és un dels creadors del grup juvenil Free Cat i enregistren un CD i participa amb la cobla Bohèmia en la gravació de sardanes de Jordi Paulí i Safont. S'examina durant els primers cursos al Conservatori de Cervera i obté el títol de Grau Superior de tenora al Liceu. Ha sigut intèrpret de tenora a la cobla Juvenil Ciutat de Solsona, la Principal de Berga, l'Amoga, la cobla-orquestra Blanes, la Cobla-Orquestra Internacional Costa Brava i la Cobla-Orquestra Montgrins. A l'orquestra toca la flauta travessera, la tenora i el saxo baríton. A partir del curs 2016-2017 comença a impartir classes de tenora al conservatori Superior de música Isaac Albéniz de Girona.
En la composició de sardanes s'inicia amb La passada de nit, sardana que té relació amb les festes de les enramades d'Arbúcies, registrada en un CD per la cobla Bisbal Jove. El 20 de maig de 2007, estrena a l'aplec de Santa Coloma de Gramenet la sardana El moment és ara i el lloc és aquí, una obligada de tenora. El 8 de desembre de 2009 la cobla Reus Jove estrena la sardana Com a casa, dedicada a la mateixa cobla. El 28 de març de 2010 s'estrena a la plaça de Vic amb motiu del 70è Aplec, Canvi d'aires, una sardana innovadora i diferent. El 23 de desembre del 2012 la Cobla Flama de Farners estrena a l'Aplec de Sils la sardana Les lletres d'en Romà dedicada a Romà Dalmau, membre de l'agrupació sardanista. El 24 de novembre de 2019 la cobla orquestra Montgrins va estrenar a Salomó la sardana Present serà present, dedicada a la Neus Valls, va ser un regal d'en Jordi Calvet, el seu marit. Amb aquesta sardana participa a la final de la sardana de l'any 2020.
El 2020 amb els Montgrins grava Reptes extrems, un CD de sardanes de lluïment de tenora. A finals de 2021 amb els Montgrins grava Sa Roncadora quan la filla de Ricard Viladesau cedeix les partitures. Formarà part del CD Cobla virtuosa que serà un recull de sardanes de lluïment dels instrumentistes dels Montgrins.
El 12 de juny de 2022 a l’aplec de la Bisbal estrena la seva sardana El duo de Taurus, una sardana de lluïment de tenores. El títol fa referència a les dates de naixement dels tenores de la Montgrins.
El 21 d’abril de 2025 a l’aplec de Roses estrena la seva sardana El secret dels pescadors. Els pescadors durant la postguerra van crear una organització secreta per ensenyar a ballar sardanes. Foren arrestats, però van originar el sardanisme modern.

## Col·laboracions en CD
- Free Cat
- Orfeo Nova Solsona"
- Sardanes Jordi Paulí 2003 CD Audiovisuals de Sarrià
- Cant d'aniversari Cobla-Orquestra La Blanes CD Música Global Discogràfica S.L.
- La Blanes CD 20è aniversari (20 sardanes) Música Global Discogràfica S.L.
- Bisbal Jove CD (Sardanes dedicades a Arbúcies)
- Cobla Reus Jove CD "Un camí d'il·lusions"
- Cobla orquestra Montgrins CD “Arran d'onada” 2020
- Cobla orquestra Montgrins CD “Reptes extrems” sardanes obligades de tenora 2020[1]
- Cobla orquestra Montgrins CD “Cobla  virtuosa” amb sardanes de lluïment dels instrumentistes i 2a gravació de “Sa roncadora”